# Джуфудаг
Джуфуда́г — вершина в Агульском районе Республики Дагестан.
Высота — 3015 метров. Находится на границе Табасаранского, Хивского,  Агульского (вершина) и Кайтагского  районов (хребет). 
В определённый период гора была культовым центром для жителей части Южного Дагестана — табасаранов, агулов, кайтагцев На ней в конце весны—начале лета устраивались многолюдные праздники, а поводом для них служил сбор черемши (аналог праздника цветов).